# والیبال در المپیک تابستانی ۲۰۰۰
والیبال در بازی‌های المپیک تابستانی ۲۰۰۰ نام رویداد ورزش والیبال در بازی‌های المپیک تابستانی بود که در سال ۲۰۰۰ برگزار شد. این مسابقات از چهار بخش که دو بخش برای مردان و دو بخش برای زنان تشکیل شده بود. این مسابقات از ۱۶ سپتامبر تا ۱ اکتبر در سیدنی برگزار شد.

## جدول مدال‌ها
| رتبه | کشور                | طلا | نقره | برنز | مجموع |
| ۱    | استرالیا            | ۱   | ۰    | ۰    | ۱     |
| ۱    | کوبا                | ۱   | ۰    | ۰    | ۱     |
| ۱    | ایالات متحده آمریکا | ۱   | ۰    | ۰    | ۱     |
| ۱    | یوگسلاوی            | ۱   | ۰    | ۰    | ۱     |
| ۵    | برزیل               | ۰   | ۲    | ۲    | ۴     |
| ۶    | روسیه               | ۰   | ۲    | ۰    | ۲     |
| ۷    | آلمان               | ۰   | ۰    | ۱    | ۱     |
| ۷    | ایتالیا             | ۰   | ۰    | ۱    | ۱     |